# (17305) Caniff
(17305) Caniff (4652 P-L) – planetoida z pasa głównego asteroid okrążająca Słońce w ciągu 8,01 lat w średniej odległości 4 j.a. Odkryta 24 września 1960 roku.